# Sarah Stern
Pour les articles homonymes, voir Stern.
Sarah Stern est une actrice française, née le 19 novembre 1984 à Paris.

## Biographie
En 2006, Sarah Stern intègre pour trois ans la Royal Academy of Dramatic Art, à Londres. Elle débute à l'écran dans le téléfilm Les Amants du Flore, réalisé par Ilan Duran Cohen. En 2007, elle joue Clémentine dans Ce soir je dors chez toi d'Olivier Baroux.
En 2011, elle incarne pour la première fois Stéphanie Tuche dans la comédie Les Tuche d'Olivier Baroux ; elle reprend plus tard ce rôle dans les diverses suites du film. Elle est également à l'affiche de Comme un homme de Safy Nebbou, où elle interprète une professeure qui se fait kidnapper par deux adolescents. En 2012, elle joue Jeanne de Berry dans la saison 2 de la série Borgia. En 2013, elle fait partie de la sélection Talents Cannes, elle endosse le rôle-titre dans On ne badine pas avec Rosette, d'Aure Atika.
En 2015, elle tourne dans Matilda du réalisateur russe Alekseï Outchitel et dans la série Trepalium pour Arte, réalisée par Vincent Lannoo. Elle retrouve le personnage de Stéphanie Tuche, dans Les Tuche 2 : Le Rêve américain en 2016 et Les Tuche 3 en 2018.
En 2018, elle est à l'affiche du film Les Goûts et les Couleurs (sorti sur Netflix) de Myriam Aziza, dans lequel elle joue le premier rôle, aux côtés de Julia Piaton, Jean-Christophe Folly, Catherine Jacob et Richard Berry.
En 2019, elle rejoint le casting de la série politique Baron noir sur Canal+. Elle y tient le rôle de Léandra Tallier, députée européenne du Rassemblement national.
Elle est membre du collectif 50/50 qui a pour but de promouvoir l’égalité des femmes et des hommes et la diversité dans le cinéma et l’audiovisuel.

## Vie privée
Sarah Stern est la fille de Thomas Stern, époux de Catherine Laborde (1951-2025).
En juin 2020 elle donne naissance à son premier enfant.

## Filmographie

### Cinéma

#### Longs métrages
- 2002 : La Guerre à Paris de Yolande Zauberman
- 2007 : Ce soir je dors chez toi de Olivier Baroux : Clara
- 2007 : De l'ordre des rouages et des ombres de Viktor Miletic : la fille
- 2007 : Danse avec lui de Valérie Guignabodet : la secrétaire chantier[pas clair]
- 2008 : L'Empreinte de Safy Nebbou : la vendeuse
- 2011 : Les Tuche d'Olivier Baroux : Stéphanie Tuche
- 2011 : Je n'ai rien oublié de Bruno Chiche : Anna
- 2011 : Comme un homme de Safy Nebbou : Camille Chatelier
- 2014 : Tiens-toi droite de Katia Lewkowicz : Mère de Sam
- 2016 : Les Tuche 2 : Le Rêve américain d'Olivier Baroux : Stéphanie Tuche
- 2016 : Planetarium de Rebecca Zlotowski : Préceptice
- 2017 : Matilda d'Alekseï Outchitel : Pierina Legniani
- 2018 : Les Tuche 3 d'Olivier Baroux : Stéphanie Tuche
- 2018 : Les Goûts et les Couleurs de Myriam Aziza : Simone Benloulou
- 2020 : C'est la vie de Julien Rambaldi : Estelle
- 2020 : Voir le jour de Marion Laine : Mélissa
- 2021 : Les Tuche 4 d'Olivier Baroux : Stéphanie Tuche
- 2021 : Œil oignon de Michel Zumpf
- 2022 : Murder Party de Nicolas Pleskof : Léna Daguerre
- 2023 : Les Blagues de Toto 2 : Classe verte de Pascal Bourdiaux :  Mme Lemercier
- 2025 : Les Tuche : God Save the Tuche de Jean-Paul Rouve : Stéphanie Tuche

#### Courts métrages
- 2006 : Le Lac - La Plage : la sœur d'Antoine
- 2010 : Les Beaux Habits : Eve
- 2012: Loup y es-tu ? de Johann Dionnet et Baptiste Gondouin[7]
- 2013 : On ne badine pas avec Rosette d'Aure Atika : Rosette
- 2015 : Pauv' Bonhomme : Maud
- 2015 : L'Île à midi : Valérie
- 2020 : La Verrue : Dr Shalimar
- 2021 : Palissade : Jeanne

### Télévision

#### Téléfilms
- 2006 : Les Amants du Flore de Ilan Duran Cohen : Tania
- 2007 : Monsieur Max de Gabriel Aghion : Fernande Olivier
- 2007 : En marge des jours de Emmanuel Finkiel : Marie
- 2011 : Au bonheur des dames, l'invention du grand magasin de Sally Aitken et Christine Le Goff : Mme Dormant
- 2018 : Le Jour où j'ai brûlé mon cœur de Christophe Lamotte : Marie
- 2023 : L'Incroyable Embouteillage de David Charhon : Arielle

#### Séries télévisées
- 2005 : Bertrand.çacom : Mélanie
- 2007 : Le réveillon des bonnes : Désirée/Rita (8 épisodes)
- 2007 : Greco : Tina Archambaut (saison 1, épisode 2)
- 2011 : Hard : Rosalie (1 épisode)
- 2013 : Borgia : Jeanne de Berry (saison 2, épisode 8)
- 2014 : Rosemary's Baby (Mini-série) : Femme chirurgienne (1 épisode)
- 2016 : Trepalium (Mini-série) : Zoé Passeron (6 épisodes)
- 2019 : Zone Blanche :  Aurore (saison 2, épisode 4)
- 2020 : Baron noir (saison 3) : Léandra
- 2023 : Louis 28 : Mme De Maintenant
- 2023 : Escort Boys : Yaëlle
- 2025 : La Belle et le Boulanger : Vanessa, la fiancée de Benjamin Mercier